# Tom Butler (Schauspieler)
Tom Butler (geboren 1951) ist ein kanadischer Schauspieler, der in Filmen und Fernsehserien sowie in vielen Fernsehfilmen mitgespielt hat.

## Karriere
Am bekanntesten ist er für seine Fernsehrolle in der Science-Fiction-Serie Sliders – Das Tor in eine fremde Dimension als Michael Mallory, dem Vater von Quinn Mallory in der Pilotfolge der Serie, die er in der zweiten Staffel wiederholte. Butler trat in Hostage Rescue Team (Fernsehfilm, 2001) als Sonderagent David Nelson auf.
Butler war in einer Reihe von Filmen zu sehen, darunter Renegades (1989), Die Chaos-Kanone (Ernest Rides Again, 1993), Freddy vs. Jason (2003) und Everything‘s Gone Green (2006) oder auch 2010 in dem Fernsehfilm Mrs. Miracle 2 – Ein zauberhaftes Weihnachtsfest (Call Me Mrs. Miracle).
Butler trat in Serien wie Highlander, Der Polizeichef, Outer Limits – Die unbekannte Dimension, Stargate – Kommando SG-1, Smallville, Zur Kasse, Schätzchen!, The Secret Circle, The Killing und als wiederkehrende Figur in Gracepoint auf. Im Jahr 2016 erschien er im Herbst im Vineyard für den Hallmark Channel. Sein Schaffen umfasst mehr als 150 Film- und Fernsehproduktionen.

## Filmografie (Auswahl)

### Kino
- 1991: Scanners II – Eine neue Generation (Scanners II: The New Order)
- 1993: Jenseits der Unschuld (Guilty as sin)
- 1999: Im Zweifel für die Angeklagten (Question of Privilege)
- 2001: Josie and the Pussycats
- 2003: Freddy vs. Jason
- 2003: I Accuse
- 2004: Miracle – Das Wunder von Lake Placid (The Miracle)
- 2006: Snakes on a Plane
- 2007: Code Name: The Cleaner
- 2007: Shooter
- 2010: Das A-Team – Der Film (The A-Team)
- 2015: A World Beyond Tomorrowland
- 2015: Fifty Shades of Grey
- 2020: Sonic the Hedgehog
- 2022: Sonic the Hedgehog 2
- 2024: Sonic the Hedgehog 3

### Fernsehen
- 1980–1984: Der Vagabund – Die Abenteuer eines Schäferhundes (The Littlest Hobo, 3 Folgen)
- 1986: Nachtstreife (Nightheat, 1 Folge)
- 1989: Die Bombe (Day One)
- 1989: Schrei am Abgrund (Small Sacrifices)
- 1990: Hitler’s Daughter
- 1991: Das Mädchen aus der Stadt (Road to Avonlea, 1 Folge)
- 1991: Tropical Heat (1 Folge)
- 1992:  Auf eigene Faust (Counterstrike/Force de frappe, 1 Folge)
- 1993, 1995: Akte X – Die unheimlichen Fälle des FBI (The X-Files, 2 Folgen)
- 1993: Cobra (1 Folge)
- 1993: Highlander (1 Folge)
- 1995: Schreckensflug der Boeing 767 (Falling from the Sky: Flight 174)
- 1995–1996: Sliders – Das Tor in eine fremde Dimension (Sliders, 2 Folgen)
- 1995–2001: Outer Limits – Die unbekannte Dimension (The Outer Limits, 5 Folgen)
- 1997: Solange es noch Hoffnung gibt (First Do No Harm)
- 1997–1998: Poltergeist – Die unheimliche Macht (Poltergeist: The Legacy, 4 Folgen)
- 1997, 1998: Viper (2 Folgen)
- 1997–1999: Der Sentinel – Im Auge des Jägers (The Sentinel, 2 Folgen)
- 1998:  Animorphs (1 Folge)
- 1998, 2000: First Wave – Die Prophezeiung (First Wave, 2 Folgen)
- 1999: Stargate – Kommando SG-1 (Stargate SG-1, 2 Folgen)
- 2000: Higher Ground (1 Folge)
- 2002: Dead Zone (1 Folge)
- 2004: Dead Like Me – So gut wie tot (Dead Like Me, 1 Folge)
- 2005: Smallville (1 Folge)
- 2006: Blade – Die Jagd geht weiter (Blade: The Series, 2 Folgen)
- 2006: Flight 93 – Todesflug am 11. September Flight 93
- 2006: Psych (1 Folge)
- 2006–2014: Supernatural (2 Folgen)
- 2007: Masters of Science Fiction (1 Folge)
- 2007: Painkiller Jane (3 Folgen)
- 2007: The L Word – Wenn Frauen Frauen lieben (The L Word, 1 Folge)
- 2008: Andromeda – Tödlicher Staub aus dem All (The Andromeda Strain)
- 2010: Mrs. Miracle 2 – Ein zauberhaftes Weihnachtsfest (Call Me Mrs. Miracle)
- 2011: The Secret Circle (3 Folgen)
- 2011–2012: The Killing (19 Folgen)
- 2012: Fringe – Grenzfälle des FBI (Fringe, 1 Folge)
- 2012: King (1 Folge)
- 2012: Primeval: New World (1 Folge)
- 2014: Gracepoint (7 Folgen)
- 2014: Intruders – Die Eindringlinge (Intruders, 3 Folgen)
- 2014: Rush (1 Folge)
- 2015: Cedar Cove – Das Gesetz des Herzens (Cedar Cove, 9 Folgen)
- 2015: Minority Report
- 2015: The Flash (2 Folgen)
- 2015: The Whispers (3 Folgen)
- 2016: Zoo (9 Folgen)
- 2016–2018: Chesapeake Shores (7 Folgen)
- 2017: Damnation (3 Folgen)
- 2017: Rogue (7 Folgen)
- 2018: Salvation (2 Folgen)
- 2018: The Good Doctor (1 Folge)
- 2019: Weihnachtliche Begegnung – Liebe ist mehr als ein Zufall (A Godwink Christmas: Meant for Love)